# Liste der Monuments historiques in Binic-Étables-sur-Mer
Die Liste der Monuments historiques in Binic-Étables-sur-Mer führt die Monuments historiques in der französischen Gemeinde Binic-Étables-sur-Mer auf.

## Liste der Bauwerke
| Bezeichnung      | Beschreibung                                       | Standort                             | Kennzeichnung | Schutzstatus | Datum | Bild           |
| ---------------- | -------------------------------------------------- | ------------------------------------ | ------------- | ------------ | ----- | -------------- |
| Calvaire         | Erbaut im 16. Jahrhundert                          | Rue Louais in Étables-sur-Mer (Lage) | PA00089145    | Classé       | 1918  | weitere Bilder |
| Villa Le Caruhel | Erbaut 1913, 1925, Architekt: Jean de La Morinerie | Étables-sur-Mer (Lage)               | PA00089146    | Inscrit      | 2009  |                |

## Liste der Objekte

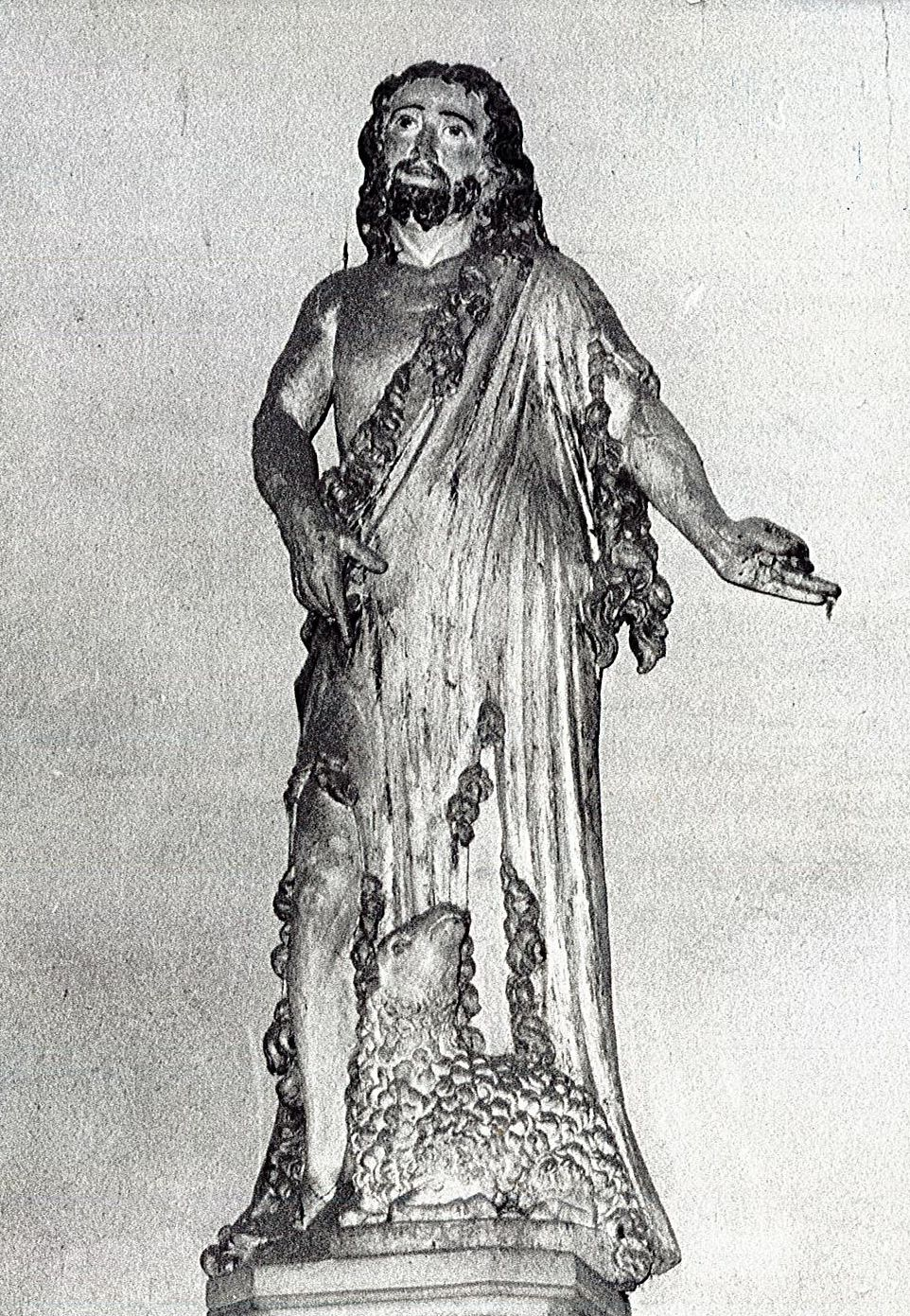
Skulptur Johannes des Täufers (17. Jahrhundert) in der Kirche St-Jean-Baptiste

- Monuments historiques (Objekte) in Binic-Étables-sur-Mer in der Base Palissy des französischen Kultusministeriums